# Katedrála Panny Marie (Antverpy)
Katedrála Milostivé Panny Marie (nizozemsky Onze-Lieve-Vrouwekathedraal) je nejvýznamnější římskokatolický chrám ve vlámském městě Antverpy, ale také v celé Belgii a současně je hlavním kostelem antverpské diecéze.

## Poloha a popis

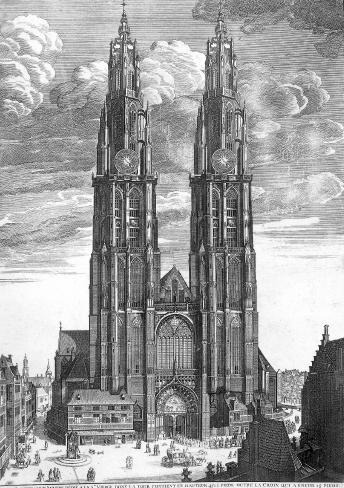
Původní předpokládaná podoba katedrály

Nachází poblíž Velkého náměstí (Grote Markt), největším náměstí v centru starého města a představuje příklad vrcholné gotiky a zároveň je jedním z nejlepších příkladů brabantské gotiky.
Kromě toho, že antverpská katedrála Panny Marie je největší v Belgii, má také nejvyšší věž v zemi, jednu z nejvyšších v Evropě (123 m), která byla zapsána na seznam kulturního dědictví UNESCO.